# Raspailia setosa
Raspailia setosa är en svampdjursart som först beskrevs av James Scott Bowerbank 1873.  Raspailia setosa ingår i släktet Raspailia och familjen Raspailiidae. Inga underarter finns listade i Catalogue of Life.